# Evi Van Acker
Evi Van Acker (ur. 23 września 1985 w Gandawie) – belgijska żeglarka, brązowa medalistka XXX letnich Igrzysk Olimpijskich w Londynie, wicemistrzyni świata w klasie Laser Radial.
Uzyskała bakalaureat z chemii.